# Skebo herrgård

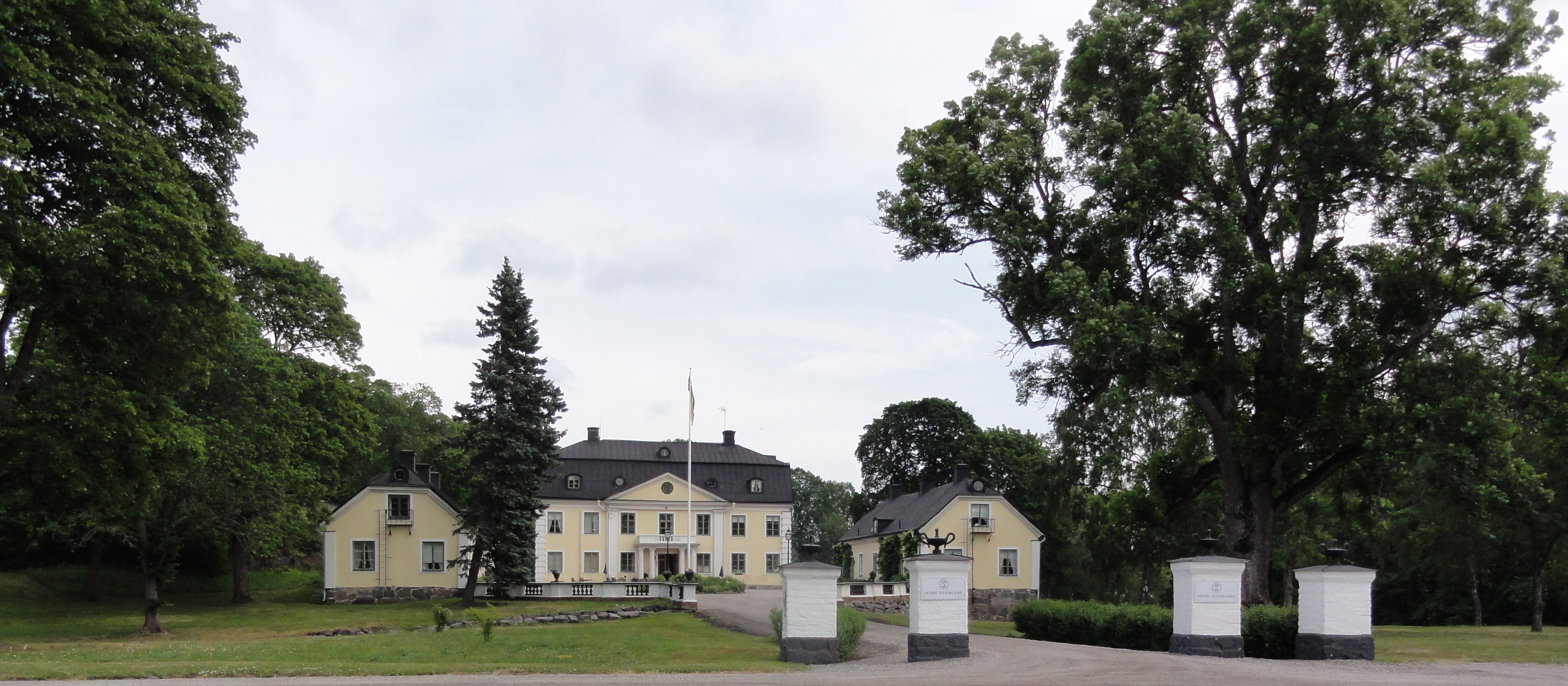
Skebo herrgård på sommaren.

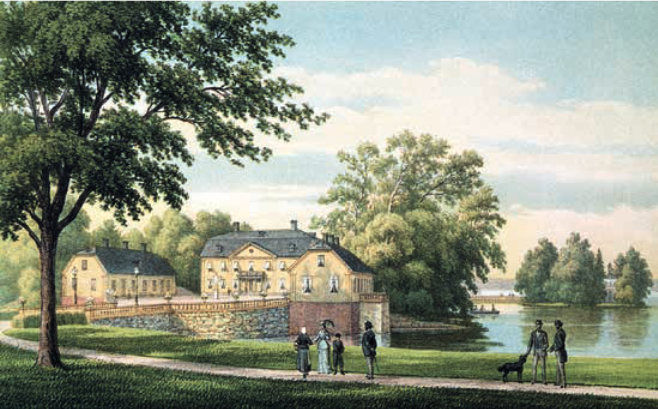
Skebobruks herrgård på en färglitografi av Alexander Nay i Uplands Herregårdar från 1881.

Skebo herrgård är en 1700-talsherrgård i tätorten Skebobruk i Norrtälje kommun.

## Historik
Den nuvarande Skebo herrgård uppfördes av holländaren Jakob Grill i släkten Grill år 1767–1770. Då hade det sedan 1400-talet förekommit järntillverkning i mindre skala. Sedan början av 1600-talet skedde tillverkningen i större skala på Skebo bruk. En tidigare herrgård har funnits i Skebo, men den finns inte avbildad.
Under 1800-talet blomstrade både bruket och herrgården. Herrgården kom i privat ägo och smyckades under senare delen av århundradet med konst och skulpturer och där pågick ett rikt sällskapsliv. 1903 sålde Skebos sista brukspatron, Knut Michaelson, både bruk och herrgård och 1924 gick bruket i konkurs.
En kyrklig stiftelse tog över herrgården och drev där ett pensionärshem för välbemedlade äldre herrar. 1974 blev Skebo herrgård ett hälsohem som gick i konkurs 1992. Efter hälsohemskonkursen drevs herrgården som kursgård av Arbetarnas bildningsförbund.
Skebo herrgård ägdes 2003–2013 av Annika och Rickard Björklund som drev ett konferens- och weekendhotell på herrgården. Restaurangens matvaror var lokalproducerade och ekologiska. Skebo herrgård fick i mars 2012 White Guides utmärkelse Årets Värt en resa och placerade sig samtidigt på White Guides lista på kök i Mästarklass 2012.
År 2013 såldes herrgården till en okänd köpare och under perioden 2013–2019 användes herrgården som boende för migranter och i kommunal regi som korttidsboende. 2020 såldes herrgården och är i dag privatbostad. Ett avsnitt ur SVT's Det sitter i väggarna handlade om herrgården.